# Porte de Choisy (stanice metra v Paříži)
Porte de Choisy je nepřestupní stanice pařížského metra na jihovýchodní větvi linky 7 ve 13. obvodu v Paříži. Nachází se pod Boulevardem Masséna u křižovatky s Avenue de Choisy a Avenue de la Porte de Choisy.

## Historie
Stanice byla otevřena 7. března 1930, kdy sem byla prodloužena tehdejší linka 10 ze stanice Place d'Italie. 26. dubna 1931 byl úsek mezi stanicemi Place Monge a Porte de Choisy odpojen od linky 10 a připojen k lince 7 a zároveň byla linka prodloužena dále do stanice Porte d'Ivry. 16. prosince 2006 byl umožněn přestup na novou tramvajovou linku T3.

## Název
Stanice byla pojmenována po bývalé městské bráně, která v těchto místech stála (porte = brána). Branou procházela silnice z Paříže do města Choisy-le-Roi.

## Vstupy
Stanice má vchody na:
- Avenue de la Porte de Choisy
- Boulevard Masséna u domu č. 124

## Zajímavosti v okolí
- Poblíž se nachází pařížská asijská čtvrť